# ألان ستيوارت (متزحلق جبال الألب)
ألان ستيوارت (بالإنجليزية: Alan Stewart)‏ هو متزحلق جبال الألب بريطاني، ولد في 19 سبتمبر 1955.

## وصلات خارجية
- ألان ستيوارت على موقع الاتحاد الدولي للتزلج (التزلج على المنحدرات الثلجية) (الإنجليزية)
- ألان ستيوارت على موقع أوليمبيديا (الإنجليزية)